# Велёпольский, Францишек (1732)
Граф Францишек Велёпольский (пол. Franciszek Wielopolski; 1732—1809) — государственный деятель Речи Посполитой, 10-й ординат Пиньчувский (1773—1809), маршалок надворный коронный (1767—1773), камергер королевский. Участник Барской конфедерации (1768—1772). Крупный владелец имущества и земли в Кракове.

## Биография
Представитель польского шляхетского рода Велёпольских герба «Старыконь». Старший сын генерального старосты краковского Кароля Велёпольского (ум. 1773) и Эльжбеты Мнишек (ум. 1746).
Маршалок Радомской конфедерации в Краковском воеводстве (1767). 23 октября 1767 года вошел в состав сеймовой делегации, которая под давлением российского посла, князя Николая Репнина, была создана для определения устройства Речи Посполитой.
В 1768 году был избран депутатом (послом) от Краковского воеводства на Сейм Репнина. 24 марта 1768 года на совете в сенате проголосовал за призыв российских войск на территорию Речи Посполитой для борьбы против барских конфедератов.
После получения автономии крупными городами Речи Посполитой на основании принятому на Четырехлетнем сейме права о местах 18 апреля 1791 года Францишек Велёпольский принял гражданство Кракова. 14 апреля 1792 года он был избран первым президентом (мэром) Кракова. Занимал должность до 11 сентября 1792 года. После оккупации города русскими войсками магистрат был ликвидирован и восстановлены прежние власти.
В Кракове Францишек Велёпольский проживал в каменном доме № 47 на Главном Рынке.
Кавалер Ордена Белого орла (1778).

## Семья и дети
В 1761 году женился на Эльжбете Белинской (ум. 1814), дочери воеводы хелминского Михаила Белинского (ум. 1746) и Теклы Репловской (ум. 1774). Их дети:
- Юзеф Ян Непомуцен (ум. ок. 1839), судья земский вислицкого повята (1793), 11-й ординат Пиньчувский (с 1809), жена с 1794 года — Иоанна Франциска Белинская (дочь Францишека Белинского)
- Михаил (ум. 1838), жена — графиня Ванда Потоцкая (дочь Северина Потоцкого).